# SKO (motorfiets)
SKO is een historisch merk van motorfietsen.
De bedrijfsnaam was Sko Motocykly, later Ing. F. Skopec Praha II en Praha-Nusle.
Dit was een klein Tsjechisch bedrijf dat desondanks eigen 348 cc tweetaktmotoren produceerde. De productie liep van 1924 tot 1926.